# 自成一類
自成一類（拉丁語：sui generis）是一个拉丁语短语，意思是“属于其自己的种类”，也譯作「獨特的」。
许多学科使用该术语来指代独特实体，包括： 
- 生物学，用于不适合归入含有其它物种之属的物种[2]
- 创造艺术，用于超越了传统流派界限的艺术作品
- 法律，当需要对案件或权力进行特别且独特的解释时使用
- 哲学，用于表示无法概括为低层次概念或包含在高层次概念中的思想、实体或现实